# Martin Pěnička
Martin Pěnička (10. prosince 1969 Liberec – 25. února 2023 Jablonec nad Nisou) byl český fotbalista, který nastupoval jako obránce nebo záložník. Jeho bratrem je bývalý ligový fotbalista Pavel Pěnička.

## Fotbalová kariéra
Hrál za Rapid Liberec, Slovan Liberec, Union Cheb, Slavii Praha, v Belgii za KSC Lokeren, Stavo Artikel Brno, AS Pardubice, Mladou Boleslav, Chomutov a Řezuz Děčín. Se Slavií získal v roce 1996 ligový titul. V domácí nejvyšší soutěži nastoupil ve 225 utkáních a dal 27 gólů. V evropských pohárech nastoupil za Slavii ve 23 utkáních a dal 3 góly.

## Ligová bilance
| Ročník                                   | Zápasy | Góly | Klub                  |
| ---------------------------------------- | ------ | ---- | --------------------- |
| 1. československá fotbalová liga 1989/90 | 21     | 2    | RH Cheb               |
| 1. československá fotbalová liga 1990/91 | 26     | 4    | SK Slavia Praha       |
| 1. československá fotbalová liga 1991/92 | 28     | 6    | SK Slavia Praha       |
| 1. československá fotbalová liga 1992/93 | 29     | 1    | SK Slavia Praha       |
| 1. česká fotbalová liga 1993/94          | 27     | 5    | SK Slavia Praha       |
| 1. česká fotbalová liga 1994/95          | 29     | 3    | SK Slavia Praha       |
| 1. česká fotbalová liga 1995/96          | 24     | 3    | SK Slavia Praha       |
| 1. česká fotbalová liga 1996/97          | 22     | 1    | SK Slavia Praha       |
| Jupiler League 1997/98                   | 32     | 5    | KSC Lokeren           |
| Jupiler League 1998/99                   | 30     | 3    | KSC Lokeren           |
| Jupiler League 1999/00                   | 14     | 1    | KSC Lokeren           |
| Gambrinus liga 2000/01                   | 19     | 2    | FC Stavo Artikel Brno |
| CELKEM I. LIGA                           | 225    | 27   |                       |
| CELKEM                                   | 76     | 9    |                       |